# Elena, Avalor hercegnője
Az Elena, Avalor hercegnője (eredeti cím: Elena of Avalor) 2016 és 2020 között vetített amerikai 3D-s számítógépes animációs kalandsorozat, amelyet Craig Gerber alkotott.
Amerikában 2016. július 22-én, míg Magyarországon 2016. október 29-én a Disney Channel mutatta be, azonban a 2. és 3. évadot már az M2 mutatta be a Disney Junior rajzfilmblokk részeként 2020. november 30. és 2022. június 26. között.
2020 augusztusában három évad után törölték a sorozatot.

## Cselekmény
Elena Castillo Flores hercegnő megmentette Avalor királyságát Shurikitól, a gonosz varázslónőtől, és most meg kell tanulnia uralkodni. Elena-nak követnie kell a nagytanács útmutatását, amely a nagyszüleiből, idősebb unokatestvéréből, Esteban kancellárból és új barátjából, Naomi Turnerből áll.

## Szereplők

### Főszereplők
| Szereplő                       | Eredeti hang        | Magyar hang                                                        |
| ------------------------------ | ------------------- | ------------------------------------------------------------------ |
| Elena Castillo Flores hercegnő | Aimee Carrero       | Györfi Anna                                                        |
| Isabel hercegnő                | Jenna Ortega        | Szűcs Anna Viola                                                   |
| Zuzo                           | Keith Ferguson      | Fehér Tibor                                                        |
| Naomi Turner                   | Jillian Rose Reed   | Andrádi Zsanett                                                    |
| Skylar                         | Carlos Alazraqui    | Baráth István                                                      |
| Skylar                         | Carlos Alazraqui    | Szabó P. Szilveszter (énekhang)                                    |
| Migs                           | Chris Parnell       | Mészáros András                                                    |
| Migs                           | Chris Parnell       | Magyar Bálint (énekhang, 1-2. évad) Szabó Máté (énekhang, 3. évad) |
| Luna                           | Yvette Nicole Brown | Náray Erika                                                        |
| Gabe Núñez                     | Jorge Diaz          | Rada Bálint                                                        |
| Gabe Núñez                     | Jorge Diaz          | Ágoston Péter (énekhang)                                           |
| Mateo de Alva                  | Joseph Haro         | Morvay Gábor                                                       |
| Mateo de Alva                  | Joseph Haro         | Varga Szabolcs (énekhang)                                          |
| Esteban kancellár              | Christian Lanz      | Kautzky Armand                                                     |
| Francisco                      | Emiliano Diez       | Bardóczy Attila                                                    |
| Luisa                          | Julia Vera          | Szabó Éva (1. hang)                                                |
| Luisa                          | Julia Vera          | Tóth Judit (2. hang)                                               |
| Armando                        | Joseph Nunez        | Kerekes József                                                     |

### Mellékszereplők
| Szereplő                   | Eredeti hang    | Magyar hang                                         |
| -------------------------- | --------------- | --------------------------------------------------- |
| Daniel Turner kikötőmester | Rich Sommer     | Juhász György                                       |
| Daniel Turner kikötőmester | Rich Sommer     | Szerekován János (énekhang)                         |
| Scarlett Turner            | Julie Nathanson | Szórádi Erika                                       |
| Rafa                       | Ana Ortiz       | Csere Ágnes (1. hang)                               |
| Rafa                       | Ana Ortiz       | Balogh Tímea (2. hang)                              |
| Higgins                    | Mikey Kelley    | Kapácsy Miklós                                      |
| Doña Paloma                | Constance Marie | Zakariás Éva                                        |
| Carmen                     | Justina Machado | Csépai Eszter                                       |
| Carmen                     | Justina Machado | Naszvagyi Deák Fruzsina (énekhang)                  |
| Julio                      | Jaime Camil     | Zámbori Soma                                        |
| Julio                      | Jaime Camil     | Juhász Levente (énekhang)                           |
| Jiku                       | Lucas Grabeel   | Mikola Gergő                                        |
| Alonso herceg              | Tyler Posey     | Nagy Dániel Viktor                                  |
| Charoka                    | Tituss Burgess  | Bolla Róbert                                        |
| Charoka                    | Tituss Burgess  | Sándor Péter (ének)                                 |
| Mingo                      | Desmond Gerber  | Vida Bálint                                         |
| Zoom                       | Maximus Riegel  | Szirtes Marcell                                     |
| Estrella                   | Gia Lopez       | Mayer Szonja                                        |
| Joaquin király             | Echo Kellum     | Welker Gábor (1. hang)                              |
| Joaquin király             | Echo Kellum     | Király Attila (2. hang)                             |
| Joaquin király             | Echo Kellum     | Ekanem Bálint (énekhang)                            |
| Nico                       | Wilber Zaldivar | Szalay Csongor                                      |
| Ciela                      | Jenna Lea Rosen | Hermann Lilla                                       |
| Avión                      | Lincoln Melcher | Berecz Kristóf Uwe                                  |
| Chief Zephyr               | Jess Harnell    | Vass Gábor (1-2. évad)                              |
| Chief Zephyr               | Jess Harnell    | Faragó András (3. évad)                             |
| Verago király              | André Sogliuzzo | Vincze Gábor Péter (1. hang) Koncz István (2. hang) |
| Quita Moz                  | Cheech Marin    | Fazekas István                                      |
| Cacahuate                  | Richard Kind    | Harsányi Gábor                                      |
| Bobo                       | Max Mittelman   | Szokol Péter                                        |
| Bobo                       | Max Mittelman   | Németh Attila István (ének)                         |
| Flo                        | Kether Donohue  | Ágoston Katalin                                     |

### Gonoszok
| Szereplő       | Eredeti hang         | Magyar hang                                     |
| -------------- | -------------------- | ----------------------------------------------- |
| Shuriki        | Jane Fonda           | Bánsági Ildikó                                  |
| Fiero          | Héctor Elizondo      | Viczián Ottó                                    |
| Orizaba        | Eden Espinosa        | Gallusz Nikolett                                |
| Troyo          | Grant George         | Crespo Rodrigo                                  |
| Victor Delgado | Lou Diamond Phillips | Széles Tamás (1-2. évad) Barát Attila (3. évad) |
| Carla Delgado  | Myrna Velasco        | Berkes Boglárka                                 |
| Marimonda      | Noël Wells           | Bodnár Vivien                                   |
| Cruz           | Mario Lopez          | Welker Gábor                                    |
| Duke Cristóbal | Javier Muñoz         | Borsi-Balogh Máté                               |
| Tito           | Anthony Ramos        | Scherer Péter                                   |
| Tito           | Anthony Ramos        | Szolnoki Péter (énekhang)                       |

### Magyar változat
A szinkront a Disney Channel megbízásából az SDI Media Hungary készítette.
- Főcímdal: Wolf Kati
- Felolvasó: Schmidt Andrea
- Magyar szöveg: Liszkay Szilvia
- Dalszöveg: Szente Vajk (1. évad), Nádasi Veronika (2-3. évad)
- Hangmérnök: Böhm Gergely
- Vágó: Pilipár Éva
- Gyártásvezető: Rácz Gabriella (1-2. évad), Farkas Márta (2. évad néhány része), Kablay Luca (3. évad)
- Szinkron- és zenei rendező: Nikodém Gerda (1-2. évad)
- Zenei rendező: Posta Victor (3. évad)
- Szinkronrendező: Stern Dániel (3. évad)
- Produkciós vezető: Máhr Rita (1-2. évad), Orosz Katalin (3. évad)

## Epizódok
| Évad | Évad | Epizódok | Eredeti sugárzás     | Eredeti sugárzás   | Magyar sugárzás   | Magyar sugárzás    |
| Évad | Évad | Epizódok | Évadpremier          | Évadfinálé         | Évadpremier       | Évadfinálé         |
| ---- | ---- | -------- | -------------------- | ------------------ | ----------------- | ------------------ |
|      | 1    | 23       | 2016. július 22.     | 2017.augusztus 25. | 2016. október 29. | 2017. november 23. |
|      | Film | Film     | 2016. november 20.   | 2016. november 20. | 2016. december 3. | 2016. december 3.  |
|      | 2    | 24       | 2017. szeptember 16. | 2019. június 1.    | 2018. május 19.   | 2020. december 25. |
|      | 3    | 28       | 2019. október 7.     | 2020. december 23. | 2022. május 7.    | 2022. június 26.   |